# Junge Kraft Laufental
Die Junge Kraft Laufental (JKL) war ein von 1984 bis 1994 bestehender Jugendverband im Bezirk Laufen in der Schweiz. Angelehnt an die Béliers im angrenzenden Kanton Jura, setzte sie sich für den Kantonswechsel des Laufentals ein, das heisst die Loslösung vom Kanton Bern und den Beitritt zum Kanton Basel-Landschaft. Die JKL bildete eine Sektion der Laufentaler Bewegung, trat von dieser aber weitgehend unabhängig auf.

## Geschichte
Knapp ein Jahr nach der ersten Laufental-Abstimmung, als die Laufentaler Stimmberechtigten den Laufentalvertrag und somit den Beitritt zum Kanton Basel-Landschaft abgelehnt hatten, gründete sich am 29. August 1984 im Bezirkshauptort Laufen die Junge Kraft Laufental. Ihre erklärten Ziele waren die «Befreiung des Laufentals vom Kanton Bern» und der Aufbau einer «soliden Basis junger interessierter Menschen», um «Bern zu zeigen, dass im Laufental eine starke Opposition vorhanden» sei. Ihr erster Präsident war Alex Imhof, der Sohn von Bezirksratspräsident Rudolf Imhof; ab 1990 hatte Remo Oser dieses Amt inne. Ab März 1985 gehörte die JKL zwar als eigene Sektion zur Laufentaler Bewegung, blieb aber mit ihren Aktionen weitgehend unabhängig und war organisatorisch nur lose mit ihr verbunden.
Nach dem Auffliegen der Berner Finanzaffäre, als unter anderem die verdeckte illegale Finanzierung der antiseparatistischen Aktion bernisches Laufental durch den SEVA-Lotteriefonds einer breiten Öffentlichkeit bekannt wurde, war die JKL am 1. September 1985 die erste Organisation, die offen den Rücktritt des hauptverantwortlichen Regierungsrats Werner Martignoni und eine Wiederholung der Abstimmung forderte. In ihrer Stellungnahme warf sie ihm vor, dass er «wissentlich einen dreckigen, brutalen und erlogenen Kampf geführt» habe; er und seine «Vasallen» hätten «das Tal mit Hetzkampagnen überschwemmt», was für ein demokratisches Land unhaltbar sei. In einer aufsehenerregenden Aktion beerdigte die JKL vor der Laufener Filiale der Berner Kantonalbank symbolisch die Demokratie in einem Sarg und schaltete entsprechende Todesanzeigen; an einer SEVA-Veranstaltung verteilten als Berner Bären verkleidete Aktivisten Falschgeld, um auf die Käuflichkeit der Berntreuen hinzuweisen.
Die JKL äusserte nicht nur Kritik am Kanton Bern, sondern zeigte auch Verbundenheit mit der Region Basel, indem sie beispielsweise in Kaiseraugst an Anti-AKW-Demonstrationen teilnahm. Jedes Jahr im Juni organisierte sie in Nenzlingen das Laufentaler Jugendfest, das jeweils zahlreiche Besucher aus der Region Basel und dem Kanton Jura anzog. Dabei wurden auch Kontakte zur separatistischen jurassischen Jugendbewegung Béliers geknüpft, die sie 1988 mit dem erstmaligen Besuch der Fête de la jeunesse jurassienne in Tavannes formalisierte. Allerdings trat die JKL deutlich weniger militant in Erscheinung als ihr jurassisches Vorbild.
Als feststand, dass die Laufental-Abstimmung am 12. November 1989 wiederholt wird, intensivierte die JKL ihre Aktivitäten, auch wenn die meisten ihrer Mitglieder unter 20 Jahre alt und somit noch nicht stimmberechtigt waren. Unter anderem publizierte sie die Broschüre «Zukunft in Sicht», die vor allem die für Jugendliche wichtigen Aspekte des Kantonswechsels thematisierte. Zusammen mit dem Berner Mundart-Rocksänger Dänu Siegrist gab sie auch die Single Loufetal heraus.
Zweieinhalb Monate nach der gewonnenen Abstimmung schloss sich die JKL am 1. Februar 1990 dem Koordinationsausschuss Laufental 91 an, blieb aber organisatorisch weiterhin eigenständig. Kurz nach dem Kantonswechsel am 1. Januar 1994 löste sie sich auf.